# Гарах
Гарах (лезг. Гъарагь) — село в Магарамкентском районе Республики Дагестан. Административный центр Гарахского сельсовета.

## География
Село находится на правом берегу реки Самур, рядом с российско-азербайджанской границей, на расстоянии 28 км к юго-западу от села Магарамкент, административного центра района. 

## Население
| 1926 | 1939 | 1970 | 1989 | 2002 | 2010 | 2021 |
| ---- | ---- | ---- | ---- | ---- | ---- | ---- |
| 308  | ↘286 | ↗321 | ↘154 | ↗479 | ↘362 | ↗397 |

## Инфраструктура
В селе расположена пограничная застава «Гарах».